# Сухарна бухта
Суха́рна бухта (крим. Peksimet körfezi) — одна із бухт Севастополя, розташована на схід від бухти Голландія.
Свою назву дістала у 1820-х роках, коли у балці на березі була розбудована велика хлібопекарня із сушарками для виробництва сухарів для потреб флоту. Після суттєвого скорочення чисельності російського флоту у Криму, внаслідок Кримської війни, велика кількість сухарів вже була не потрібна, тому хлібопекарня закрилася. Під час Радянсько-німецької війни у Сухарній балці був розташований артилерійський арсенал Чорноморського флоту.
З 7 вересня 2023 року місцевість передана до Бахчисарайського району Автономної Республіки Крим.